# 灵泉街道 (遂宁市)
灵泉寺街道，是中华人民共和国四川省遂宁市船山区下辖的一个乡镇级行政单位。

## 行政区划
灵泉寺街道下辖以下地区：
灵泉寺社区、广灵路社区、香山路社区、桥东社区和灵应寺社区。